# Il tenente di Napoleone
Il tenente di Napoleone (Devil May Care) è un film del 1929 diretto da Sidney Franklin e interpretato da Ramón Novarro e Dorothy Jordan. La sceneggiatura di Hanns Kräly si basa su La Bataille de dames, ou un duel en amour, un lavoro teatrale di Ernest Legouve e Eugène Scribe andato in scena a Parigi il 17 marzo 1851.

## Trama
Quando Napoleone viene esiliato all'Elba, uno dei suoi seguaci, il giovane e audace Armand, sfuggito alla cattura e alla morte, scappa verso il sud della Francia per cercare rifugio da suo cugino De Grignon. Durante la fuga, costretto a nascondersi in una casa, Armand incontra Léonie. La giovane, però, quando scopre che lui è un bonapartista, lo vuole consegnare ai suoi inseguitori. Lui riesce a fuggire ancora una volta, riuscendo finalmente ad arrivare da De Grignon. Qui, travestito da maggiordomo, incontra ancora Léonie: lei si sottrae alle sue dichiarazioni d'amore ma, quando Napoleone ritorna dall'esilio, capitola e anche lei ammette di amare Armand.

## Produzione
Il film fu prodotto dalla Metro-Goldwyn-Mayer (MGM) in bianco e nero e a colori: gli Albertina Rasch Dancers appaiono nella sequenza in technicolor.

### Numeri musicali
- Shepherd Serenade (parole e musica Clifford Grey e Herbert Stothart)
- Charming (parole e musica Clifford Grey e Herbert Stothart)
- If He Cared (parole e musica Clifford Grey e Herbert Stothart)
- March of the Guard  (parole e musica Clifford Grey e Herbert Stothart)
- Love Ballet (musica di Dimitri Tiomkin, eseguita da Albertina Rasch Dancers

## Distribuzione
Il copyright del film, richiesto dalla Metro-Goldwyn-Mayer Distributing Corp., fu registrato il 13 gennaio 1930 con il numero LP989.
Distribuito dalla MGM, il film uscì nelle sale cinematografiche statunitensi il 27 dicembre 1929 dopo che il 22 dicembre era stato presentato in prima a New York.